# Sofrônio III de Constantinopla
Sofrônio III de Constantinopla (em grego: Σωφρόνιος Γ΄; 1798 – 3 de setembro de 1899) foi patriarca ecumênico de Constantinopla entre 1863 e 1866. Mais tarde, foi eleito patriarca grego ortodoxo de Alexandria e serviu entre 30 de maio de 1870 e 3 de setembro de 1899 como Sofrônio IV de Alexandria.

## História
Sofrônio nasceu em Istambul entre 1798 e 1802 numa família rica e estudou Belas Artes. Em 1820, foi ordenado diácono e quase vinte anos depois, em 1839, foi eleito bispo metropolitano da ilha de Quio, quando primeiro como presbítero e depois como bispo. Em 1855, tornou-se metropolitano de Amaseia. Em 1863, depois da renúncia do patriarca Joaquim II, Sofrônio foi eleito para o trono patriarcal como Sofrônio III. Durante seu mandato, a Igreja Ortodoxa Grega recebeu as metrópoles dos Estados Unidos das Ilhas Jônicas, que já haviam se juntado à Reino da Grécia no ano anterior. No mesmo ano, a chamada "questão monástica" se recrudesceu na Igreja da Romênia depois que o monarca Alexandre João Cuza confiscou todas as propriedades do Patriarcado Ecumênico, do Mosteiro do Sinai e de Monte Atos naquele país e separou a igreja romena do Patriarcado.
In 1866, Sofrônio se envolveu numa disputa entre o arcebispo do Sinai, Cirilo Bizâncio, e seus monges. Numa tentativa de angariar apoio, Cirilo escreveu para o patriarca de Constantinopla e não para o patriarca de Jerusalém, que era quem tradicionalmente consagrava o arcebispo do Sinai. Sofrônio apoiou Cirilo contra os monges, mas o patriarca de Jerusalém, Cirilo II, ficou insatisfeito com esta interferência de Constantinopla nos assuntos do Sinai acusando "interferência anti-canônica e autoridade estrangeira e desconhecida" do patriarca ecumênico e convocando um sínodo. Os bispos apoiaram Cirilo II e depuseram o arcebispo Cirilo Bizâncio. 
Por conta disto, Sofrônio III renunciou em 4 de dezembro de 1866 e se retirou para sua casa nas Ilhas dos Príncipes, em Istambul, onde permaneceu até 1870. No mesmo ano, o patriarca de Alexandria, Nicanor, faleceu e a eleição de seu sucessor provocou tumulto na cidade. Em 30 de maio de 1870, Sofrônio foi eleito como candidato de compromisso e assumiu o nome de Sofrônio IV. Em setembro de 1872, Sofrônio IV participou do sínodo em Constantinopla que condenou como cismática a igreja do Exarcado da Bulgária depois que sua declaração de autocefalia foi reconhecida por firman ("decreto") do sultão otomano Abdul Mejide I.
Durante seu mandato, fundou a Igreja da Transfiguração do Salvador em 1888 na cidade egípcia de Porto Saíde, mas seu mandato é lembrado principalmente pela expulsão injusta do representante do Patriarcado Ecumênico no Cairo e metropolitano da Pentápole, Nectário de Egina, que depois foi canonizado.
Sofrônio permaneceu patriarca de Alexandria até sua morte em 22 de agosto de 1899 com cerca de 100 anos de idade. Seus restos mortais estão atualmente num relicário de mármore na Igreja de São Jorge Precursor, no Cairo.